# Milířský kopec
Milířský kopec (též Lhota) je 285 m n. m. vysoký vrch v okrese Hradec Králové Královéhradeckého kraje. Leží asi 0,5 km východně od obce Vysoká nad Labem na jejím katastrálním území.
Na vrcholu kopce stojí 31 metrů vysoká rozhledna Milíř.

## Geomorfologické zařazení
Geomorfologicky vrch náleží do celku Orlická tabule, podcelku Třebechovická tabule a okrsku Vysokochvojenská plošina.
Podle alternativního členění Balatky a Kalvody náleží vrch do okrsku Choceňská plošina a Vysokochvojenská plošina je zde pouze podokrskem.